# 4980 Magomaev
4980 Magomaev è un asteroide della fascia principale. Scoperto nel 1974, presenta un'orbita caratterizzata da un semiasse maggiore pari a 3,2102590 UA e da un'eccentricità di 0,1378915, inclinata di 1,84207° rispetto all'eclittica.